# Leucostoma vapulare
Leucostoma vapulare là một loài ruồi trong họ Tachinidae.